# 塚本善之
塚本 善之（つかもと よしゆき、1969年11月14日 - ）は、京都府綴喜郡宇治田原町出身の元プロ野球選手（投手）、元競輪選手。

## 来歴・人物
西城陽高時代、長身から繰り出す直球とフォークを武器に、1987年夏の京都府大会でベスト8に進出。
1987年のプロ野球ドラフト会議で広島東洋カープから5位指名を受け入団した。ニックネームは角張った顔や長身から「フランケン」だった。
現役中は肩を痛め、一軍登板のないまま、1990年オフに現役を引退した。二軍通算7試合登板、防御率10.00。「三軍みたいなところに、ずっといた」と振り返っている。
京都の実家へ帰り、鉄工所で働きながら新たな職を探していたが、「もう1度、自分の力で金を稼げる世界で勝負したかった。競輪の世界で強くなって、見返したかった」と競輪選手への転向を目指し、日本競輪学校（当時）の入学試験を受験し第72期生として入学。卒業後は日本競輪選手会広島支部に所属。師匠は同じく広島の元投手であった石本龍臣（同60期）。
1993年8月14日、松阪競輪場でデビュー戦を迎え6着。初勝利は1994年1月29日の岐阜競輪場で挙げた。2002年10月23日、32歳の時に大津びわこ競輪場（F2）で初優勝を飾り、年俸は広島時代の3倍となる1000万円を超えた。その頃から意識的に遠ざけていた野球を素直に見られるようになり、娘たちと一緒にマツダスタジアムに観戦に行っている。
首を痛めた影響で、2017年1月12日、選手登録消除。通算成績は2039戦121勝、優勝1回。その後、競輪関係の仕事に就いている。
三女・恋乃葉は2023年の「第46回ホリプロタレントスカウトキャラバン」でグランプリに選出されている。2024年5月22日に恋乃葉がマツダスタジアムで始球式を務めた際には、大型ビジョンで父がカープに入団した当時の映像が流され、スタジアムからどよめきが起こった。

## 詳細情報

### 年度別投手成績
- 一軍公式戦出場なし

### 背番号
- 65（1988年 - 1990年）